# Wickrathberger Kirche
Die Wickrathberger Kirche ist eine unter Denkmalschutz stehende evangelisch-unierte Kirche im Mönchengladbacher Ortsteil Wickrathberg. Die Kirche gilt sowohl als das am besten erhaltene Kirchengebäude am linken Niederrhein als auch als älteste Kirche im Mönchengladbacher Stadtgebiet. Die Kirche wurde um das Jahr 1200 dem Heiligen Nikolaus geweiht, in der zweiten Hälfte des 16. Jahrhunderts reformiert und 1569 zur Hauskirche der Grafen von Quadt erhoben. Nach dem Neubau von Schloss Wickrath wurde das Gebäude repräsentativ renoviert. Die Rokokoausstattung aus den 1770er-Jahren stellt wegen ihrer Vollständigkeit eine Kostbarkeit am Niederrhein (Region) dar. Bis zum Zweiten Weltkrieg war die Kirchengemeinde reformiert, infolge von Zuzügen ist das Bekenntnis nun uniert.

## Die Geschichte der Wickrathberger Kirche

### 11. Jahrhundert
In der zweiten Hälfte des 11. Jahrhunderts entstand eine erste Saalkirche mit eingezogenem Chor. Diese wurde über einem älteren Gräberfeld errichtet. Sie ersetzte vermutlich einen hölzernen Vorgängerbau, von dem außer einzelnen ausgegrabenen Pfostensteinen nichts bekannt ist.

### 13. Jahrhundert

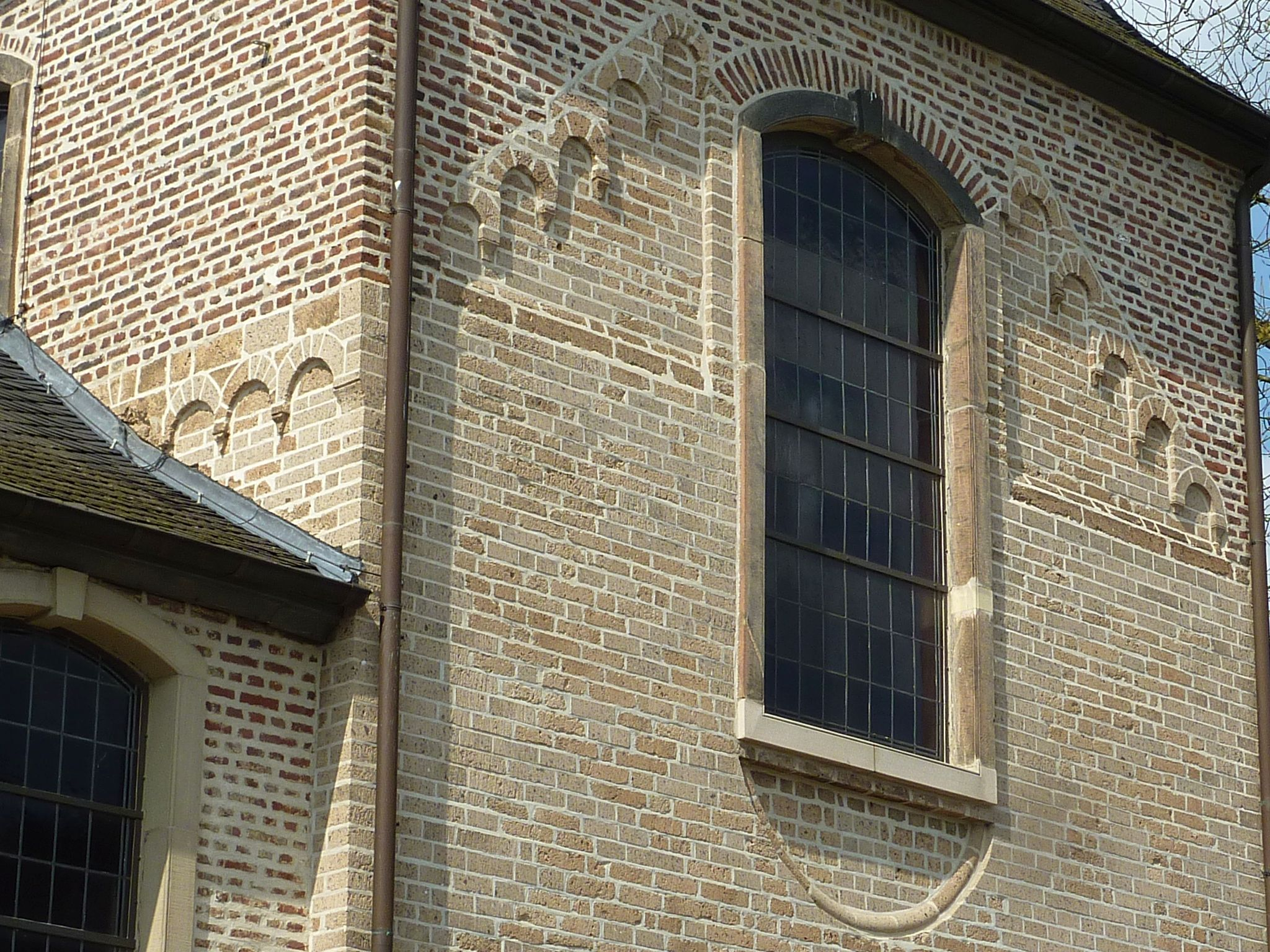
Romanischer Bogenfries am Chor, darüber die gotische Erhöhung

Nach 1200 wurde der Vorgängerbau durch eine Flachdeckenbasilika ersetzt. Dabei wurden Teile der alten Fundamente in den Neubau einbezogen. Die Kirche erhielt ihren vorgesetzten Westturm.

### 15. Jahrhundert
Im 15. Jahrhundert erfolgen größere Umgestaltungsarbeiten an der Kirche. Die Kirche wurde erhöht, wobei Mittel- und Seitenschiffe Gewölbe wurden. Der Chor erhielt sein spätgotisches Sterngewölbe.

### 16./17. Jahrhundert
Im 16. Jahrhundert fasste die Reformation Fuß in der Wickrathberger Kirche. Während bis 1529 ausschließlich Gottesdienste nach römisch-katholischen Ritus gefeiert wurden, wurde die Kirche 1569 zur reformierten Hauskirche der Grafen von Quadt. Die Seitenschiffe der Kirche wurden erneuert, seit 1637 ist eine Galerie belegt.

### 18. Jahrhundert
Um 1700 wurde unter dem Chor ein Totenkeller angelegt. Im Rahmen eines großen Umbaus wurde der inzwischen knapp 500 Jahre alte Westturm saniert. Dabei erhielt er ein selbsttragendes inneres Holzgerüst sowie seine barocke Turmhaube. Das Mittelschiff erhielt sein Mansarddach, zusätzliche Fenster wurden gebrochen. Im Rahmen des Neubaus von Schloss Wickrath wurde die Wickrathberger Kirche in den 1770er-Jahren von den Grafen von Quadt mit ihrer repräsentativen Innenausstattung im Stil des Rokoko versehen.

### 20. Jahrhundert bis Gegenwart
Um 1900 wurde das Dach der Kirche erneuert. Im Jahr 1902 erfolgte ein neuerlicher Umbau der Kirche: Die Seitenschiffe wurden nach Osten verlängert, die Seitenwände des Chors wurden durchbrochen, der Fußboden erneuert, Gasheizung und -beleuchtung eingebaut sowie farbig gefasste Fenster eingebaut. Darüber hinaus wurden die Wände farbig neu gefasst. Die neuen Wandmalereien wurden 1965 wieder entfernt, zeitgleich wurde eine elektrische Fußbodenheizung eingebaut. Von 1997 bis 2004 fanden umfangreiche Arbeiten zur Sicherung der Bausubstanz statt.

## Ausstattung

### Fassung des Raumes
Der Innenraum der Kirche ist weiß gefasst mit einer Rokokoverzierung in Form goldener Ranken. Auffällig ist die Patronatsloge, der „Grafenstuhl“. In dieser besonders verzierten Loge folgten die Mitglieder des bis 1794 die Grafschaft Wickrath regierenden Hauses Quadt dem Gottesdienst. Die mit umfangreichen Schnitzereien verzierte Loge wird vom gräflichen Wappen bekrönt.

### Orgel
Die Orgel, einschließlich Empore und Gehäuse, wurde 1770 von Jacob Engelbert Teschemacher fertiggestellt. Nach Reparaturarbeiten 1891 und 1953 war das Instrument stark verfremdet. In den 1980er-Jahren bemühte man sich darum, das Instrument seinem ursprünglichen Charakter wieder anzunähern. Anstelle einer Rekonstruktion als einmanualiges Instrument entschied man sich für den Einbau eines zweimanualigen Werkes mit Annäherung an den „introvertierten“ Originalklang durch Lukas Fischer aus Rommerskirchen. Das zwischenzeitlich veränderte Gehäuse wurde auf seinen Originalzustand zurückgebaut. Am 23. Dezember 1990 erfolgte die Weihe der erneuerten Orgel. Von der Originalsubstanz sind heute nur das Gehäuse und die Prospektpfeifen (Prinzipal 4′ und Blindpfeifen) erhalten. In ihrem Äußeren befindet sich die Orgel somit im Originalzustand und trägt damit zum intakten Raumeindruck entscheidend bei.

#### Disposition seit 1990
| I Hauptwerk C–c3 |                  |   |
| Bordun B/D       | 8′               | Y |
| Quintadena B/D   | 4′               | Y |
| Violin D         | 8′               | Y |
| Unda maris D     | 8′               | Y |
| Prinzipal        | 4′               | X |
| Fleut travers    | 4′               | Y |
| Quinta           | 3′               | Y |
| Octava           | 2′               | Y |
| Sesquialter B    | 1 ⁄3′ + 4⁄5′     | Y |
| Cornett III      | 3' + 2′ + 1 3⁄5′ | Y |
| Mixtur III       | 1′               | Y |
| Trompete B/D     | 8′               | Y |
| Vox humana D     | 8′               | Y |
| Tremulant        |                  |   |

| II Hinterwerk C–c3 |    |   |
| Hohlfleut          | 8′ | Y |
| Nachthorn          | 4′ | Y |
| Flageolet          | 2′ | Y |

| Pedal C–d1 |     |   |
| Subbass    | 16′ | Y |

- Koppeln:
  - Normalkoppeln: II/I, I/P, II/P.[4]

Anmerkungen
X = Teschemacher 1770
Y = Fischer 1990

### Glocken
Im Geläut hängen zwei spätmittelalterliche Glocken, die von Johann von Venlo gegossen wurden. Die größere von ihnen ist die Marienglocke von 1449, mit einem Durchmesser von 130 Zentimetern, gestimmt auf den Schlagton „es“. Auf der Glocke befindet sich neben dem Marienbild der Schriftzug Sancta Maria, ora pro nobis („Heilige Maria, bitte für uns“).